# Devipur, Manvi
Devipur là một làng thuộc tehsil Manvi, huyện Raichur, bang Karnataka, Ấn Độ.